# Sumpf-Ampfer
Der Sumpf-Ampfer (Rumex palustris) ist eine Pflanzenart aus der Familie der Knöterichgewächse (Polygonaceae).

## Beschreibung
Der Sumpf-Ampfer ist eine krautige Pflanze, die Wuchshöhen von 10 bis 80 Zentimetern erreicht, die zur Reifezeit der Früchte bräunlich, sonst jedoch gelblich gefärbt ist.
Der Blütenstand ist mit entfernt stehenden Blatt-Quirlen versehen, während die unteren Laubblätter einen herzförmigen Grund besitzen. Seine Valven sind 4 mm lang, schmal zungenartig geformt und bräunlich gefärbt. Ihre Zähnchen sind etwa doppelt so lang wie breit. Die Schwielen sind eiförmig und stumpf. Der Sumpf-Ampfer besitzt dicklich steife Fruchtstiele. 
Er blüht zwischen Juli und September.
Die Chromosomenzahl beträgt 2n = 40 oder 60.

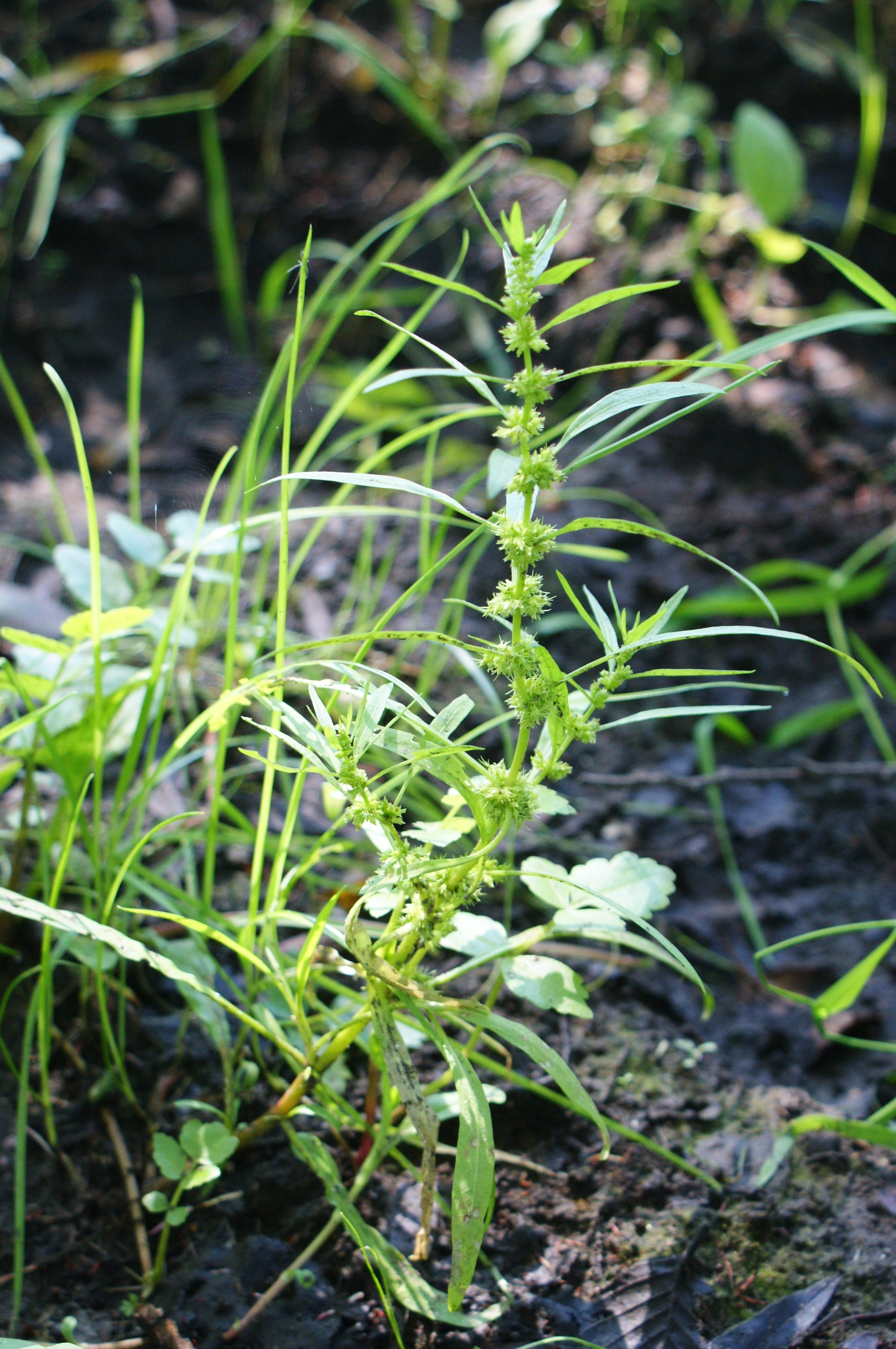
Sumpf-Ampfer (Rumex palustris)

## Vorkommen
Der Sumpf-Ampfer ist an sehr feuchten, teils überschwemmten Standorten wie Ufern von Gewässern zerstreut zu finden. Er ist eine Charakterart des Rumicetum palustris aus dem Verband Bidention tripartiti.
Er ist in Deutschland, Frankreich (Elsass), Belgien, Ober- und Niederösterreich sowie im Burgenland verbreitet. Außerdem kommt er in Litauen, in den Niederlanden, in Tschechien, Polen, in der Slowakei, in Großbritannien, Schweden und Dänemark, in Italien, Albanien, Bulgarien, Griechenland, Rumänien und in der Türkei vor.